# Po Thuntiraidaputih
Po Thuntiraidaputih (? - mort en 1732), nommé Nguyễn Văn Thuận, dans les sources vietnamiennes est souverain de Champa (Chiêm Thành) à  Panduranga de 1730 à 1732.

## Contexte
Po Thuntiraidaputih est le fils de  Po Ganuhpatih, il est après lui, investi par le Seigneur Nguyễn comme souverain vassal. Il meurt dès 1732 et son fils Po Rattiraydaputao lui succède.